# Raul de Leoni
Raul de Leoni Ramos (Petrópolis, 30 de outubro de 1895 — Itaipava, distrito de Petrópolis, 21 de novembro de 1926) foi um poeta brasileiro. 

## Breve resumo biográfico
Era filho do Ministro do Supremo Tribunal Federal Carolino de Leoni Ramos e de Augusta Villaboim de Leoni Ramos. 
Concluiu os cursos primário e secundário no Rio de Janeiro, viajando ainda adolescente pela Europa. Tornou-se diplomata em 1917. Com Ode a um poeta morto, 1919, conquistou fama nos meios literários. Pouco depois de eleito deputado fluminense, retirou-se para Itaipava, onde pretendia curar-se da tuberculose que o vitimou. Antes, publicou Luz Mediterrânea, 1922. Após a sua morte em Itaipava seu corpo foi conduzido para Petrópolis, que lhe prestou suas últimas homenagens, sepultando-o à sombra do Cruzeiro das Almas, erigindo-lhe um mausoléu e dando o seu nome a um trecho da Rua Sete de Setembro.

## Sinopse crítica da obra do autor
A obra de Raul de Leoni obteve estudos críticos de de Agrippino Grieco, Rodrigo Melo Franco de Andrade,  Medeiros de Albuquerque, Alceu Amoroso Lima, Ronald de Carvalho, Manuel Bandeira, Afonso Arinos de Melo Franco, Tasso da Silveira e Sergio Milliet. Foi o poeta de maior realce na última fase do simbolismo, e justamente considerado como uma das figuras mais notáveis do soneto brasileiro de todos os tempos.
Parnasianos, simbolistas e até modernistas o têm em alta conta, apreciando-o sem reservas. Cada um de seus versos tem sonoridade e ritmo primorosos, especialmente os dos sonetos, em decassílabos, mesclados de simbolismo e de modernismo, com tessitura clássica e técnica parnasiana. São versos considerados dos mais perfeitos: em ideia, filosofia, e essência das temáticas. Porém, a mesma unanimidade não tem a crítica ao situar o poeta, em diferentes julgamentos, onde foi colocado nas escolas e posições poéticas as mais diferentes e contraditórias. Enquanto alguns dos seus críticos o consideram um genuíno parnasiano, outros enxergam nele o simbolista autêntico, terceiros acreditam ter sido um neo-parnasiano e outros o situam num grupo completamente independente das regras poéticas e influências de escolas e movimentos literários.

## Análise literária
O seu ritmo peculiar e admirável de versificação, o conjunto de ideias sublimes de suas palavras, são os aspectos mais fortes que envolvem a magnífica harmonia da unidade de pensamento que existe em toda sua obra. Raul de Leoni é poeta de grandeza solitária, unindo a uma filosofia panteística um espírito helênico de poesia ligada ao canto e a música. Sua estética à maneira platônica leva-o a uma vizinhança extraordinária com o Simbolismo, sendo, tanto quanto Guimarães Passos um grande poeta de transição.
Todavia a crítica literária brasileira é unânime em assinalar a alta linhagem clássica da poesia de Raul de Leôni, fundada na homogeneidade da sua primazia gramatical, temática e métrica, e consolidada no seu bom gosto literário, reconhecidos como impecáveis, desde a sua época até os dias atuais. 
A sua poesia embora contenha formas antigas e clássicas, é caracterizada por um imperecível espírito de modernidade, o que lhe assegura compreensão ilimitada e aperiódica, e o introduz na seleta plêiade dos poetas imortais. 

## Principais poemas
De todos os poetas brasileiros, de qualquer escola onde existissem regras poéticas, incluindo os independentes, o único que não sofreu sequer um sopro de menosprezo do assíduo fôlego da "corrente modernista brasileira" foi Raul de Leôni. 
Seus sonetos, de métricas perfeitas, repletos de metáforas e de concepções filosóficas extraordinárias, corriam nos cadernos de poesia dos moços e moças da época, que compreendiam aqueles versos de palavras doces, que continham, ao mesmo tempo, tanta simplicidade e tanto esclarecimento.
A 1ª edição do "Luz Mediterrânea", de 1922, editada em vida pelo autor, começa com o poema "Pórtico" (onde ele se desvencilha, quase por completo, dos laços da influência do Parnaso brasileiro) e termina com o "Diálogo Final", tendo sido os "Poemas Inacabados" (que o poeta, ao pressentir a morte prematura, pediu para sua mulher queimar, e ela não compreendeu o seu pedido) que fazem parte da 2ª edição, e das edições seguintes, foram anexados ao "Luz Mediterrânea" pelos outros editores das mesmas.
Se Ode a um Poeta Morto é realmente parnasiano, não o são muitos dos poemas de Luz Mediterrânea, entre eles História de uma alma, E o poeta falou, Imaginação, Superstição?, etc., sem omitir o soneto Argila, um dos melhores da língua e do qual disse Agripino Grieco, que "todo brasileiro deveria saber de cor".